# Rudník (district de Trutnov)
Rudník (en allemand : Hermannseifen) est un bourg (městys) du district de Trutnov, dans la région de Hradec Králové, en Tchéquie. Sa population s'élevait à 2 010 habitants en 2024.

## Géographie
Rudník se trouve à 5 km au nord de Hostinné, à 13 km à l'ouest-nord-ouest de Trutnov, à 42 km au nord de Hradec Králové et à 108 km au nord-est de Prague.
La commune est limitée par Janské Lázně au nord, par Mladé Buky et Vlčice à l'est, par Čermná et Hostinné au sud, et par Prosečné et Černý Důl à l'ouest.

## Histoire
La première mention écrite de la localité date de 1241.

## Transports
Par la route, Rudník se trouve à 11 km de Mladé Buky, à 21 km de Trutnov, à 57 km de Hradec Králové et à 133 km de Prague.